# 2003-as MTV Movie Awards
A 2003-as MTV Movie Awards díjátadó ünnepségét 2003. május 31-én tartották a kaliforniai Shrine Auditorium-ban, a házigazda Seann William Scott és Justin Timberlake volt. A műsort az MTV közvetítette.

## Díjazottak és jelöltek
A nyertesek a táblázat első sorában, félkövérrel vannak jelölve.
| Legjobb film | Leghumorosabb alakítás |
| --- | --- |
| - A Gyűrűk Ura: A két torony - Birkanyírás - 8 mérföld - A kör - Pókember | - Mike Myers – Austin Powers – Aranyszerszám - Will Ferrell – Sulihuligánok - Cedric the Entertainer – Birkanyírás - Johnny Knoxville – Jackass: A vadbarmok támadása - Adam Sandler – A kismenő |
| Legjobb színész | Legjobb színésznő |
| - Eminem – 8 mérföld - Vin Diesel – XXX - Leonardo DiCaprio – Kapj el, ha tudsz - Tobey Maguire – Pókember - Viggo Mortensen – A Gyűrűk Ura: A két torony                                                                                                | - Kirsten Dunst – Pókember - Halle Berry – Halj meg máskor - Kate Hudson – Hogyan veszítsünk el egy pasit 10 nap alatt? - Queen Latifah – Chicago - Reese Witherspoon – Mindenütt nő |
| Legjobb transz-atlanti alakítás | Legjobb gonosz |
| - Colin Farrell – A fülke - Orlando Bloom – A Gyűrűk Ura: A két torony - Keira Knightley – Csavard be, mint Beckham - Jude Law – A kárhozat útja - Rosamund Pike – Halj meg máskor                                                                       | - Daveigh Chase – A kör - Willem Dafoe – Pókember - Daniel Day-Lewis – New York bandái - Colin Farrell – Daredevil – A fenegyerek - Mike Myers – Austin Powers – Aranyszerszám |
| Legjobb csók | Legjobb harc |
| - Tobey Maguire és Kirsten Dunst – Pókember - Ben Affleck és Jennifer Garner – Daredevil – A fenegyerek - Nick Cannon és Zoe Saldana – Dobszóló - Leonardo DiCaprio és Cameron Diaz – New York bandái - Adam Sandler és Emily Watson – Kótyagos szerelem | - Yoda vs. Christopher Lee – Star Wars II. rész – A klónok támadása - Jet Li vs. harcosok – Bölcsőd lesz a koporsód - Johnny Knoxville vs. Butterbean – Jackass: A vadbarmok támadása - Fann Wong vs. palotaőrök – Londoni csapás |
| Legjobb akciójelenet | Legjobb csapat |
| - A Gyűrűk Ura: A két torony - Végső állomás 2. - Különvélemény - Star Wars II. rész – A klónok támadása | - Elijah Wood, Sean Astin és Gollum – A Gyűrűk Ura: A két torony - Kate Bosworth, Michelle Rodriguez és Sanoe Lake – Sorsdöntő nyár - Jackie Chan és Owen Wilson – Londoni csapás - Will Ferrell, Vince Vaughn és Luke Wilson – Sulihuligánok - Johnny Knoxville, Bam Margera, Steve-O és Chris Pontius – Jackass: A vadbarmok lázadása |
| Áttörő előadást nyújtó színész | Áttörő előadást nyújtó színésznő |
| - Eminem – 8 mérföld - Nick Cannon – Dobszóló - Kieran Culkin - Minden jöhet - Derek Luke - Antwone Fisher története - Ryan Reynolds - Buliszerviz | - Jennifer Garner – Daredevil – A fenegyerek - Kate Bosworth – Sorsdöntő nyár - Maggie Gyllenhaal – A titkárnő - Eve – Birkanyírás - Beyoncé Knowles - Austin Powers – Aranyszerszám - Nia Vardalos - Bazi nagy görög lagzi |
| Legjobb virtuális alakítás | |
| - Gollum – A Gyűrűk Ura: A két torony - Scooby-Doo – Scooby-Doo – A nagy csapat - Kenguru Jack – Kenguru Jack - Dobby – Harry Potter és a titkok kamrája - Yoda – Star Wars II. rész – A klónok támadása                                                 | |